# Kota Sameshima
Kota Sameshima (鮫島 晃太 Sameshima Kota?), född 24 juni 1992 i Kagoshima prefektur, är en japansk fotbollsspelare.
Sameshima började sin karriär 2011 i Sanfrecce Hiroshima. Efter Sanfrecce Hiroshima spelade han för Gainare Tottori, AC Nagano Parceiro och Fujieda MYFC.